# Sadek (skała)
Sadek – skała na wzniesieniu Góra Zborów w miejscowości Kroczyce w województwie śląskim, w powiecie zawierciańskim, w gminie Kroczyce. Wzniesienie to należy do tzw. Skał Kroczyckich i znajduje się w obrębie rezerwatu przyrody Góra Zborów na Wyżynie Częstochowskiej.
Sadek to zbudowany z wapieni skalny mur znajdujący się w lesie w południowo-wschodniej części Góry Zborów, pomiędzy Kruczymi Skałami a głównym zgrupowaniem skał Góry Zborów. Ma wysokość 9–18 m i połogie, pionowe lub przewieszone ściany z filarem, zacięciami i niewielkim schroniskiem.

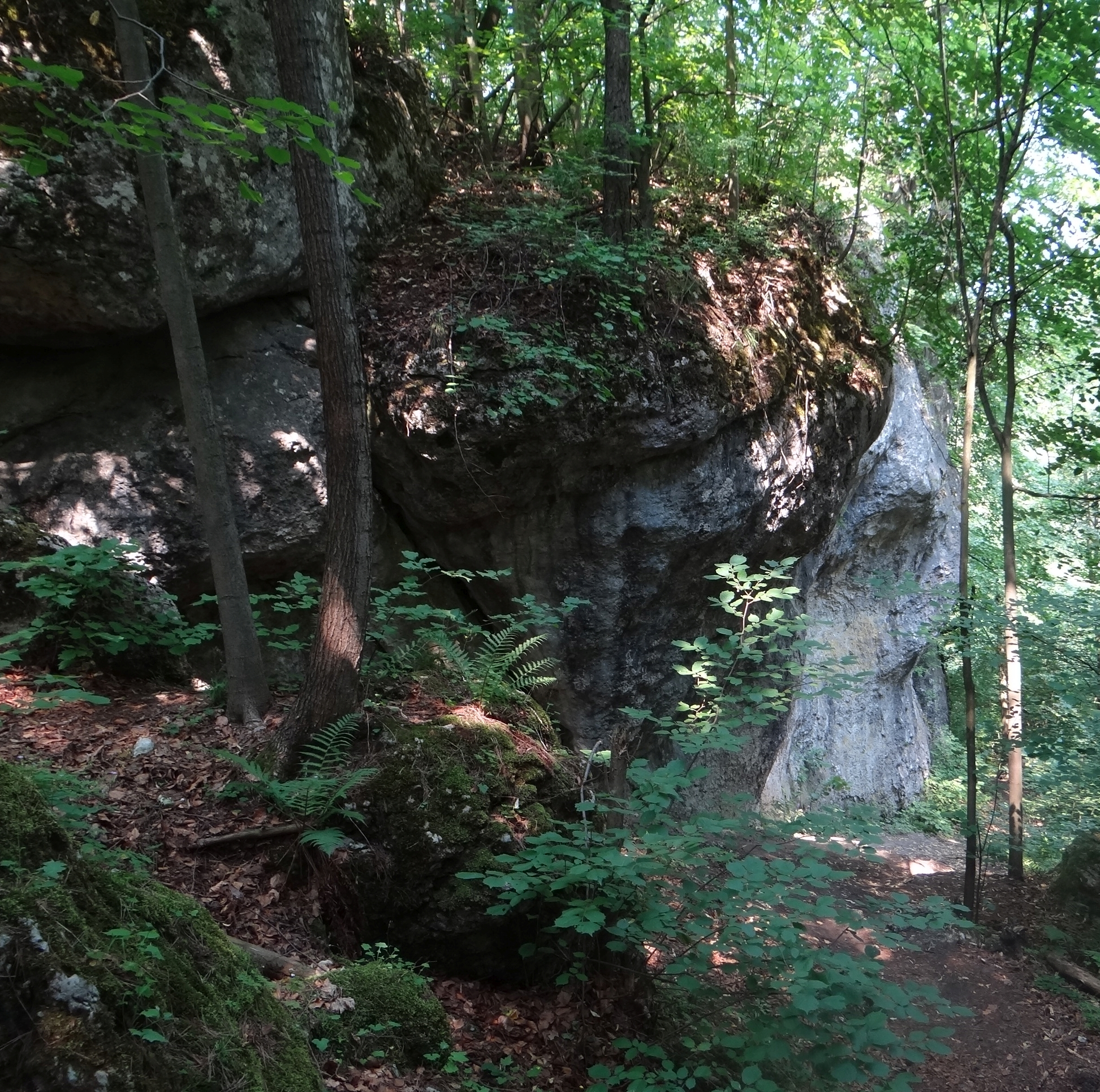
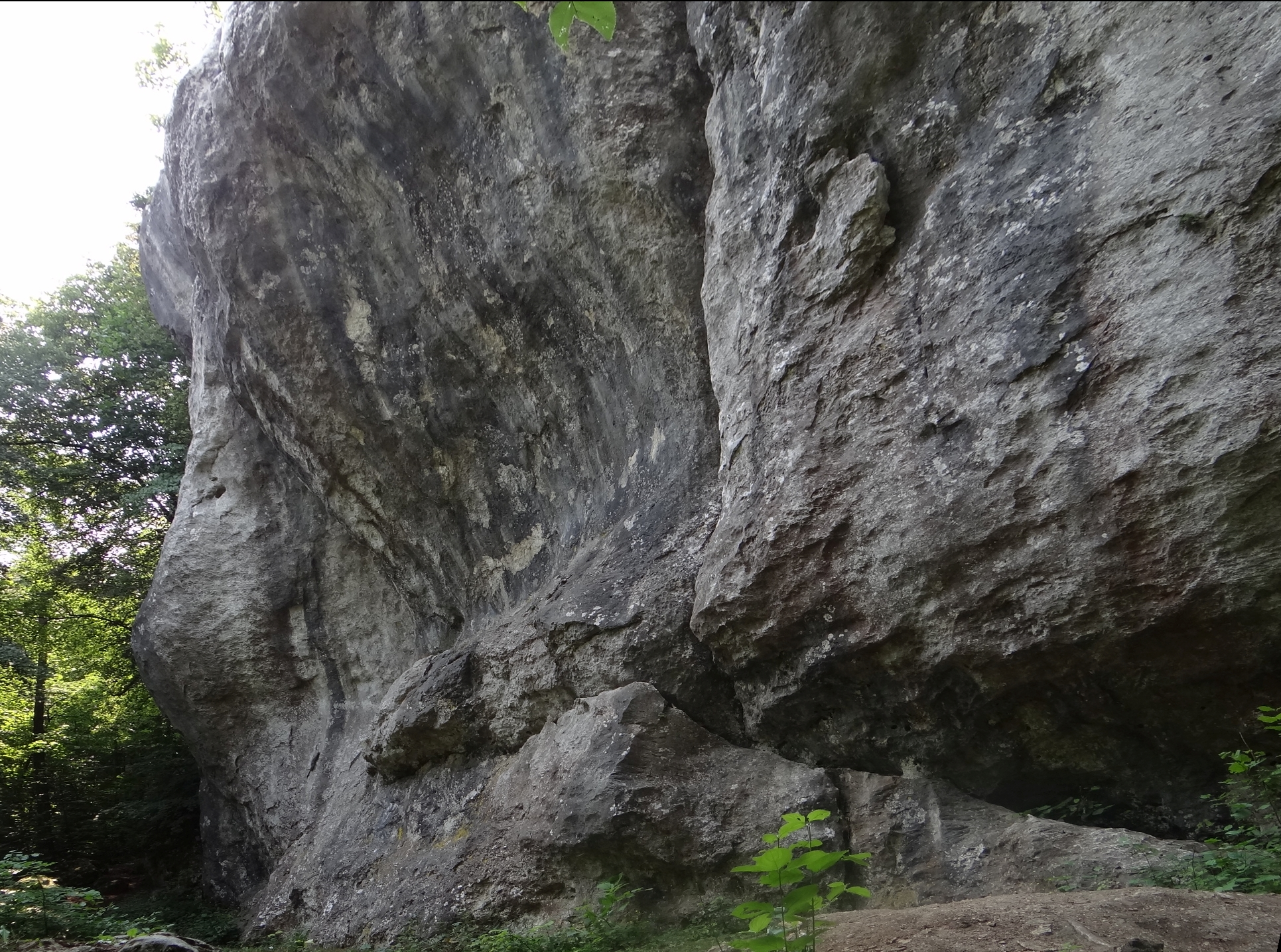
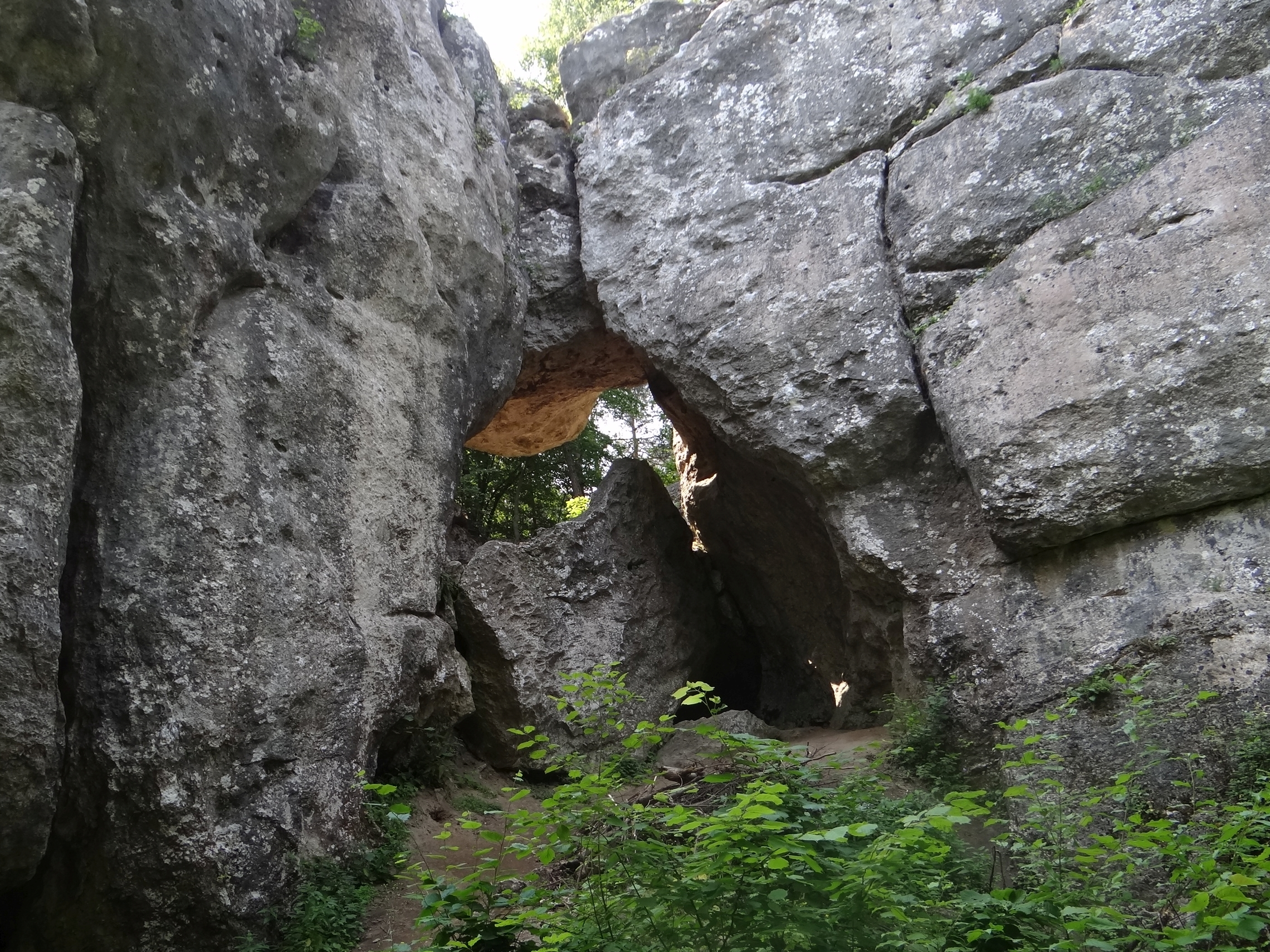
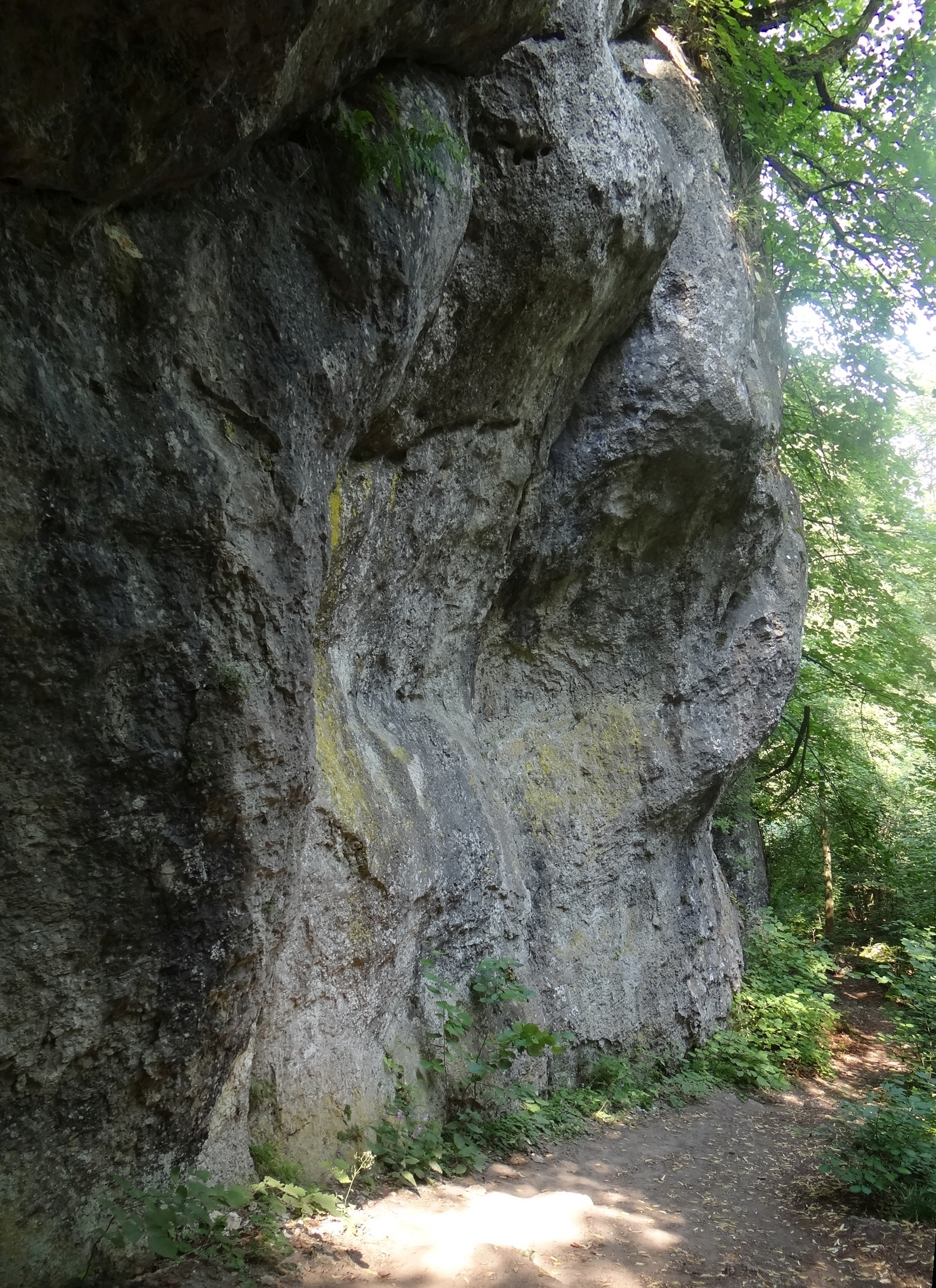
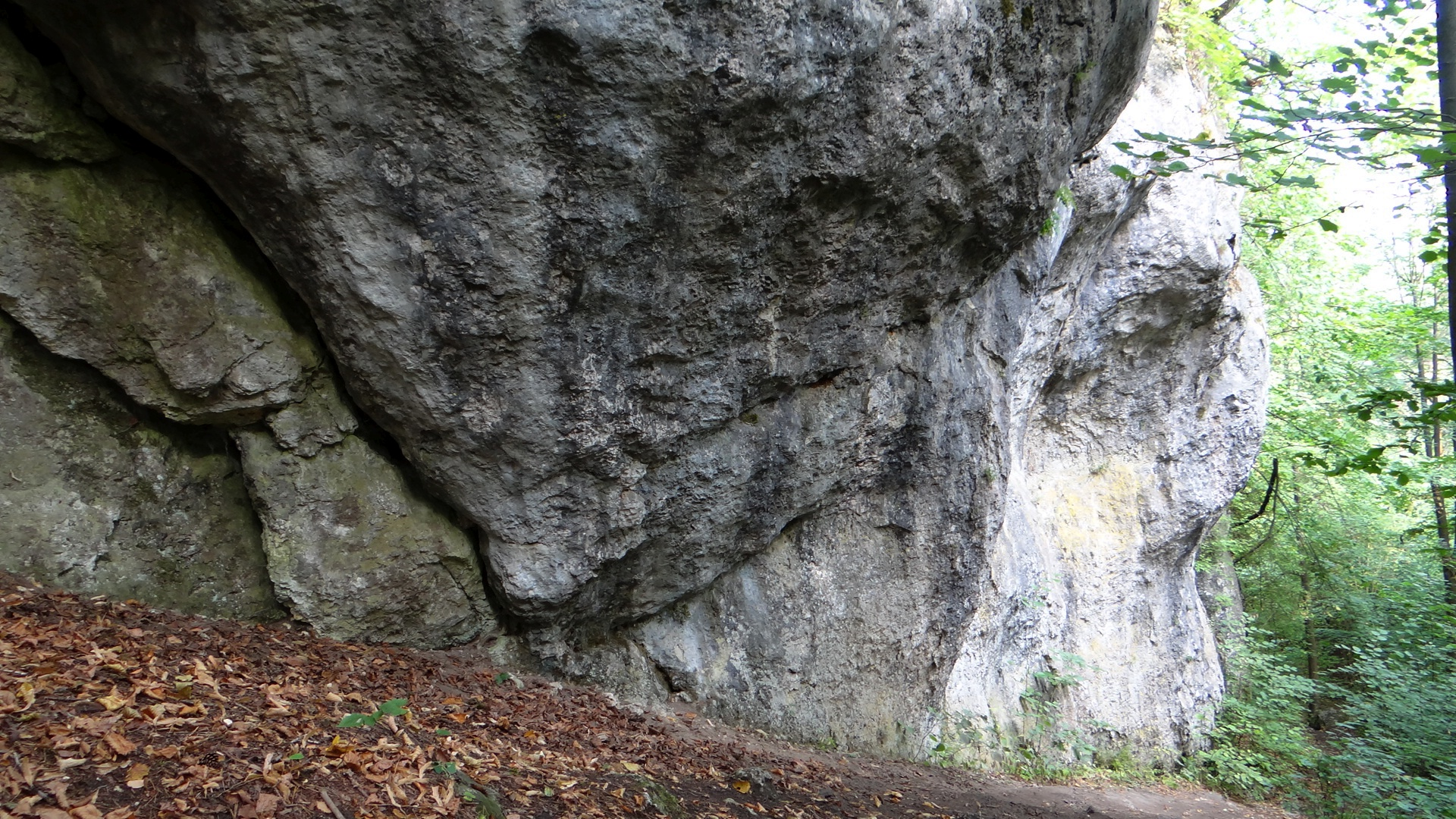
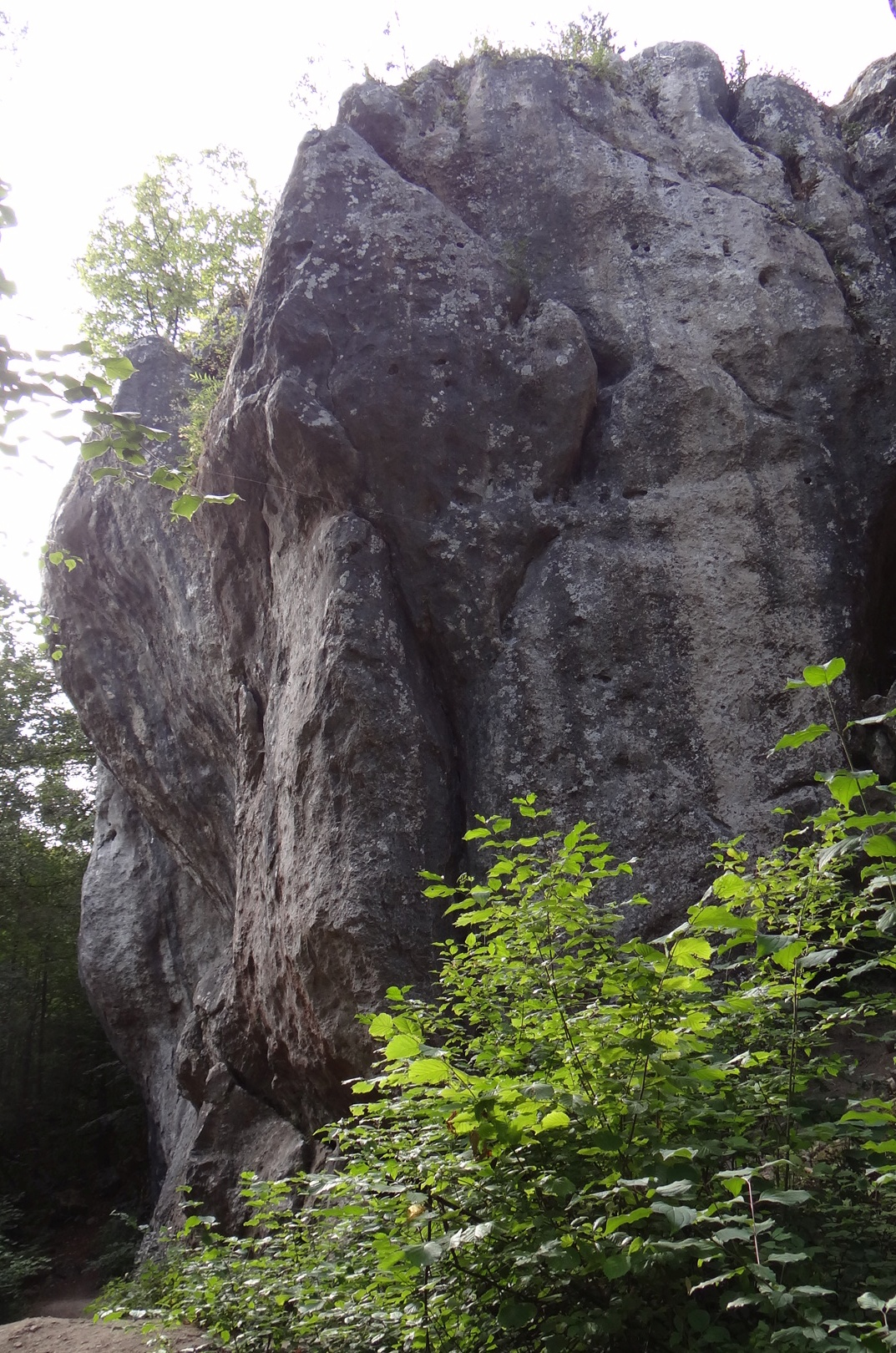

## Drogi wspinaczkowe
Są 24 drogi wspinaczkowe o wystawie północno-zachodniej lub północnej i trudności od IV do VI.5/5+ w skali Kurtyki oraz 3 projekty. Na większości zamontowano stałe punkty asekuracyjne: ringi (r), stanowiska zjazdowe (st) lub dwa ringi zjazdowe (drz).

Sadek I
1. Snake; VI.1+, 10 m
2. Historia pewnej znajomości; drz, VI.2/2+, 10 m
3. Siła magnum; 3r + drz, VI.2+, 10 m

Sadek II
1. Bida; 3r + st, VI.1, 10 m
2. Rysa doktora Jeremiasza; st, VI.2/2+, 10 m
3. Energoprojekt; 6r + st, VI.5, 17 m
4. Flow; 6r + st, VI.6+, 17 m
5. Projekt; 6r + st, 17 m
6. Gra o tron; 1r, VI.3, 16 m
7. Siedmiu wspaniałych; 4r + st, VI.2+, 16 m
8. Blow; 5r + st, VI.6, 17 m
9. Lot w ciemność; 6r + st, VI.3+, 18 m

Sadek III
1. Smuga cienia; 5r + st, VI.4, 16 m
2. Rusz swój tyłek; 5r + st, VI.2+, 15 m
3. Chroń swój tyłek; 4r + st, VI.2, 15 m
4. Przypadek; VI, 10 m
5. Burza mózgu; 2r, VI.2, 10 m
6. Ucieczka w mrok; 1r, VI.2+, 10 m

Sadek IV
1. Brexit; 5r + st, VI.5/5+, 14 m
2. Projekt; 5r + st, 14 m
3. Projekt; 5r + st, 14 m
4. Nocny jastrząb; 4r + st, VI.4, 14 m
5. Kanał; 1r VI.1+, 14 m
6. Plamy na słońcu; 4r + st, VI.4, 14 m
7. Rysa na Sadku; VI, 14 m
8. Bez nazwy; IV, 14 m
9. Lambada; 6r + st, VI.3, 14 m
10. Hat-trick; 6r + st, VI.5, 14 m[2].

W skałach Sadka znajduje się okno skalne Schroniska Sadek.